# Barbus brevidorsalis
Barbus brevidorsalis е вид лъчеперка от семейство Шаранови (Cyprinidae). Видът не е застрашен от изчезване.

## Разпространение
Разпространен е в Ангола, Ботсвана, Демократична република Конго и Замбия.

## Описание
На дължина достигат до 4,6 cm.